# Ива туполистная
И́ва туполи́стная (лат. Sálix retúsa) — вид двудольных цветковых растений, входящий в род Ива (Salix) семейства Ивовые (Salicaceae).

## Ботаническое описание
Ствол стелющийся или восходящий, голый, тёмноокрашенный. Листья 8—35×5—11 мм, округлой формы, с обрубленным или сердцевидно вогнутым концом, с почти цельным краем, зелёные, почти сидячие (черешки не более 2 мм длиной).
Серёжки до 2—4 см длиной, цилиндрические, содержат 10 и более цветков, распускающихся одновременно с появлением листьев. Завязь голая. Столбик пестика в 6—8 раз короче завязи.
Хромосомный набор — 2n = 114, 152.
Легко скрещивается с близкими видами, давая многочисленные гибриды, сходные с ней по форме листьев.

## Ареал
Растение светолюбивое, холодостойкое, любит почвы средней степени плодородия и увлажненности, особенно известняковые. Растет между голых скал и на каменистых склонах в субальпийском и альпийском поясах на высотах 1750-2900 м. над уровнем моря. Ива туполистная относится к эдификаторам высокогорных ценозов, где вместе с ивой сетчатой формирует растительную ассоциацию Salicetum retusoreticulatae.
Цветет в июне-июле. Плодоносит в сентябре. Возобновляется семенами, а также вегетативно. В природе ива туполистная способна опыляться другими видами этого же рода. В частности, известны её гибриды с ивой травянистая, альпийской, сетчатой, Salix bicolor.
Ива туполистная относится к альпийским растениям, ареал которых охватывает горные системы значительной высоты. Места произрастания этого вида значительно удалены друг от друга, но все лежат в пределах Европы: в Пиренейских, Балканских, Карпатских горах, среди скал Апеннинского полуострова и в Альпах.

## Систематика

### Синонимы
- Salix bichetii Gand., 1875
- Salix elongatula Gand., 1881
- Salix iserensis Gand., 1875
- Salix kitaibeliana Willd., 1806
- Salix odontophylla Gand., 1881
- Salix retusa var. kitaibeliana (Willd.) Rchb., 1849
- Vimen retusa (L.) Raf., 1817